# 科尔林昂索古堡
科尔林昂索古堡，位于中国青海省民和县硖门乡康杨村，为第六批青海省文物保护单位，公布日期为1998年12月22日，类型为古遗址。
科尔林昂索古堡的历史年代为明。